# Кропив'янка пустельна
Кропи́в'янка пустельна (Curruca nana) — вид горобцеподібних птахів родини кропив'янкових (Sylviidae). Мешкає в Центральній Азії. В Україні рідкісний залітний вид. Африканська кропив'янка раніше вважалася підвидом пустельної кропив'янки, однак була визнана окремим видом.

## Опис

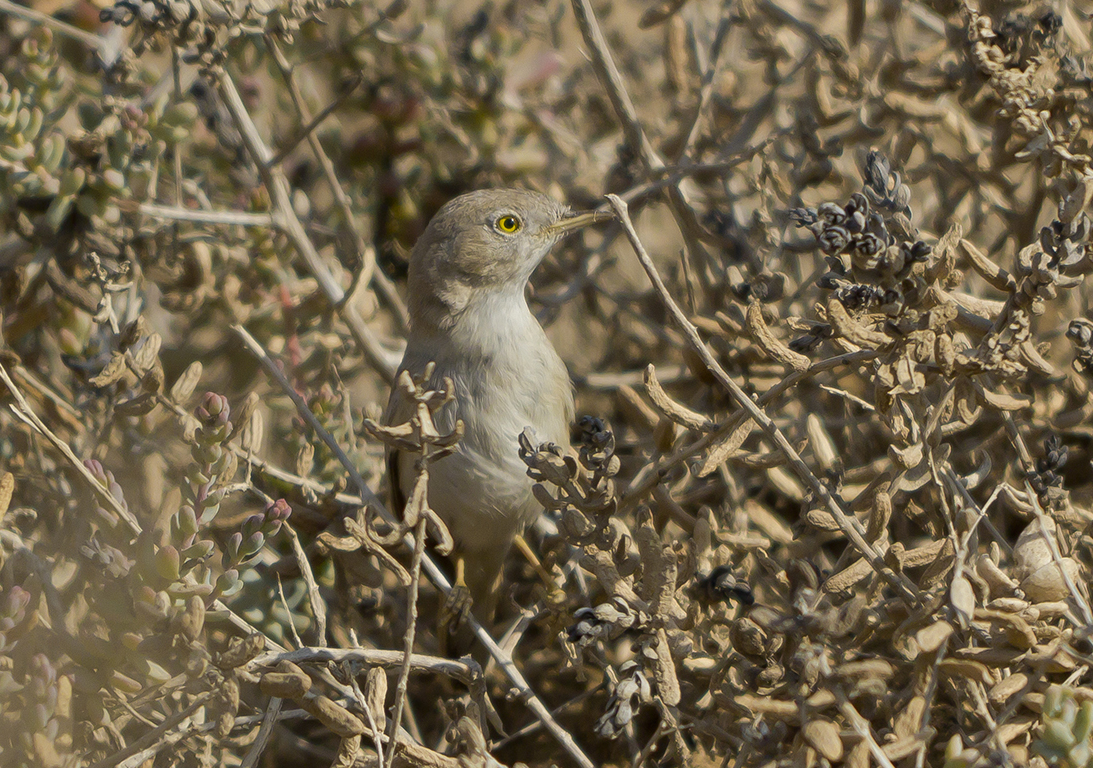
Пустельна кропив'янка

Довжина птаха становить 11,5-12,5 см, розмах крил 15-17 см. вага 7-10,6 г. Голова і верхня частина тіла піщані, скроні коричнюваті, обличчя дещо світліше, навколо очей світлі кільця. Нижня частина тіла білувата. Хвіст зверху іржасто-коричневий, на центральних стернових перах чорні смуги, крайні стернові пера білі. Покривні пера крил мають широкі охристі краї. Райдужки жовті, дзьоб тонкий, тьмяно-жовтуватий, зверху і на кінчику більш темний, лапи світло-коричневі. Виду не притаманний статевий диморфізм. Забарвлення молодих птахів є подібне до забарвлення дорослих птахів.

## Поширення і екологія
Пустельні кропив'янки поширені від дельти Волги і Каспійського моря на схід до Центрального Монголії і півночі Центрального Китаю і на південь до північного Ірану і північного Афганістану. Взимку вони мігрують до Північно-Східної Африки (на узбережжя Червоного моря) і на південний захід Азії, від Синая і Аравійського півострова до північно-східної Індії. Бродячі птахи спостерігалися в Європі. Пустельні кропив'янки живуть в пустельних степах і напівпустелях, місцями порослих полином, саксаулом, іншими чагарниками і різнотрав'ям, на висоті до 2200 м над рівнем моря. Віддають перевагу піщаним місцевостям, рідште трапляються на кам'янистих ґрунтах. 
Пустельні кропив'янки живляться переважно дрібними комахами, а також насінням і ягодами. Гніздування починається наприкінці квітня. Гніздо чашоподібне, товстостінне, робиться з гілочок, стебел, листя, рослинного пуху і павутиння, вмтелюється тонкою травою, іншими м'якими рослинними волокнами і пухом, розміщується в низьких чагарниках, на висоті до 110 см над землею. В кладці від 4 до 5, іноді до 6 яєць.